# (18467) Nagatatsu
(18467) Nagatatsu est un astéroïde de la ceinture principale.

## Description
(18467) Nagatatsu est un astéroïde de la ceinture principale. Il fut découvert le 22 septembre 1995 à Kitami par Kin Endate et Kazuro Watanabe. Il présente une orbite caractérisée par un demi-grand axe de 2,81 UA, une excentricité de 0,18 et une inclinaison de 3,3° par rapport à l'écliptique.

## Compléments